# Amikam Norkin

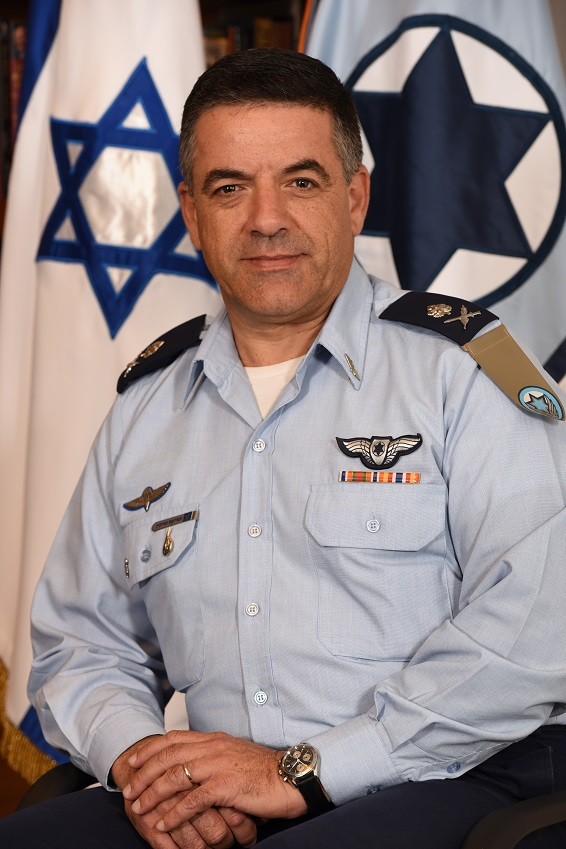
Amikam Norkin (2017)

Amikam Norkin (hebräisch עמיקם נורקין; * 20. Dezember 1966) ist ein israelischer General. Er war Kommandeur der Israelischen Luftwaffe (IAF) von 2017 bis 2022 im Range eines Generalmajors (Aluf).

## Leben und Karriere
Norkin wurde in Beit She'arim (32° 41′ 46,3″ N, 35° 10′ 38,3″ O) im Norden Israels geboren als Nachkomme rumänisch-jüdischer Einwanderer. Er wurde 1984 zur Armee eingezogen und schloss im Juli 1987 seine Ausbildung zum Kampfpiloten an der IAF-Flugakademie erfolgreich ab. 1988 ging er zur 133. Staffel Twin Tail Knights auf dem Militärflugplatz Tel Nof und wurde mit 21 Jahren der weltweit jüngste F-15-Pilot. Anfang der 1990er-Jahre flog er die F-4E Phantom Kurnass vom Militärflugplatz Chazerim aus und nahm Ende Juli 1993 an den Bombenangriffen gegen die Hisbollah im Libanon teil (Operation Verantwortlichkeit). Ein paar Jahre später wurde er zum ersten stellvertretenden Leiter der 140. Staffel Golden Eagle (F-16C/D) auf dem Militärflugplatz Nevatim ernannt und war im April 1996 wiederum beteiligt an den tagelangen Luftangriffen auf Hisbollah-Stellungen im Südlibanon (Operation Früchte des Zorns). In der Folgezeit wurde er Leiter der IAF-Einsatzplanung.
Zwischen 1999 und 2002 kehrte Norkin als Kommandeur der Twin Tail Knights F-15-Staffel nach Tel Nof zurück. Im Jahr 2003 bekam er den Auftrag, die neuen F-16I Sufa Kampfflugzeuge in die IAF zu integrieren, als Kommandeur der 253. Staffel Negev auf dem Militärflugplatz Ramon. Von 2009 bis 2012 war Norkin als Brigadegeneral dann Kommandeur der Tel Nof Airbase. Danach wurde er zum Leiter der IAF Trainings- und Doktrinabteilung ernannt. Im August 2014 wurde er Stabschef der IAF, aber nur bis Juni 2015, denn dann wurde er zum Generalmajor ernannt und Leiter der IDF Einsatzplanung. Am 10. August 2017 wurde er Kommandeur der Israelischen Luftstreitkräfte als Nachfolger von Amir Eshel. Am 4. April 2022 wurde er auf diesem Posten abgelöst von Tomer Bar.